# Geographie Irans

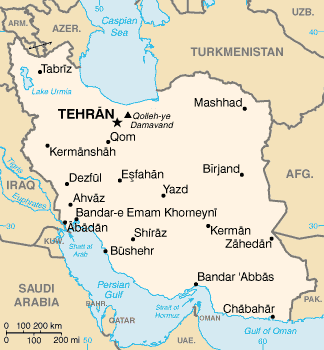
Übersichtskarte

Die Geographie Irans befasst sich mit der Oberfläche bzw. der Geographie des Landes Iran. Iran liegt von Europa aus gesehen in Vorderasien im großen euro-asiatischen Hochgebirgsgürtel, der sich von der iberischen Halbinsel über Alpen, Karpaten, Balkan, Taurus und Pontus in den beiden iranischen Randgebirgen Alborz und Zagros fortsetzt und an die sich im Osten der zentralasiatische Hindukusch und der Karakorum anschließen sowie der ebenfalls zum alpidischen Gebirgsgürtel gehörende Himalaya.
Weiterhin gehört Iran dem Trockengürtel der nördlichen Passatzone an, der im Westen über die Arabische Halbinsel auf der Arabischen Platte und die Wüste Sahara bis an den Atlantik reicht und im Osten in die nördlich des Wendekreises liegenden Binnenwüsten Zentralasiens übergeht.

## Staatsgebiet

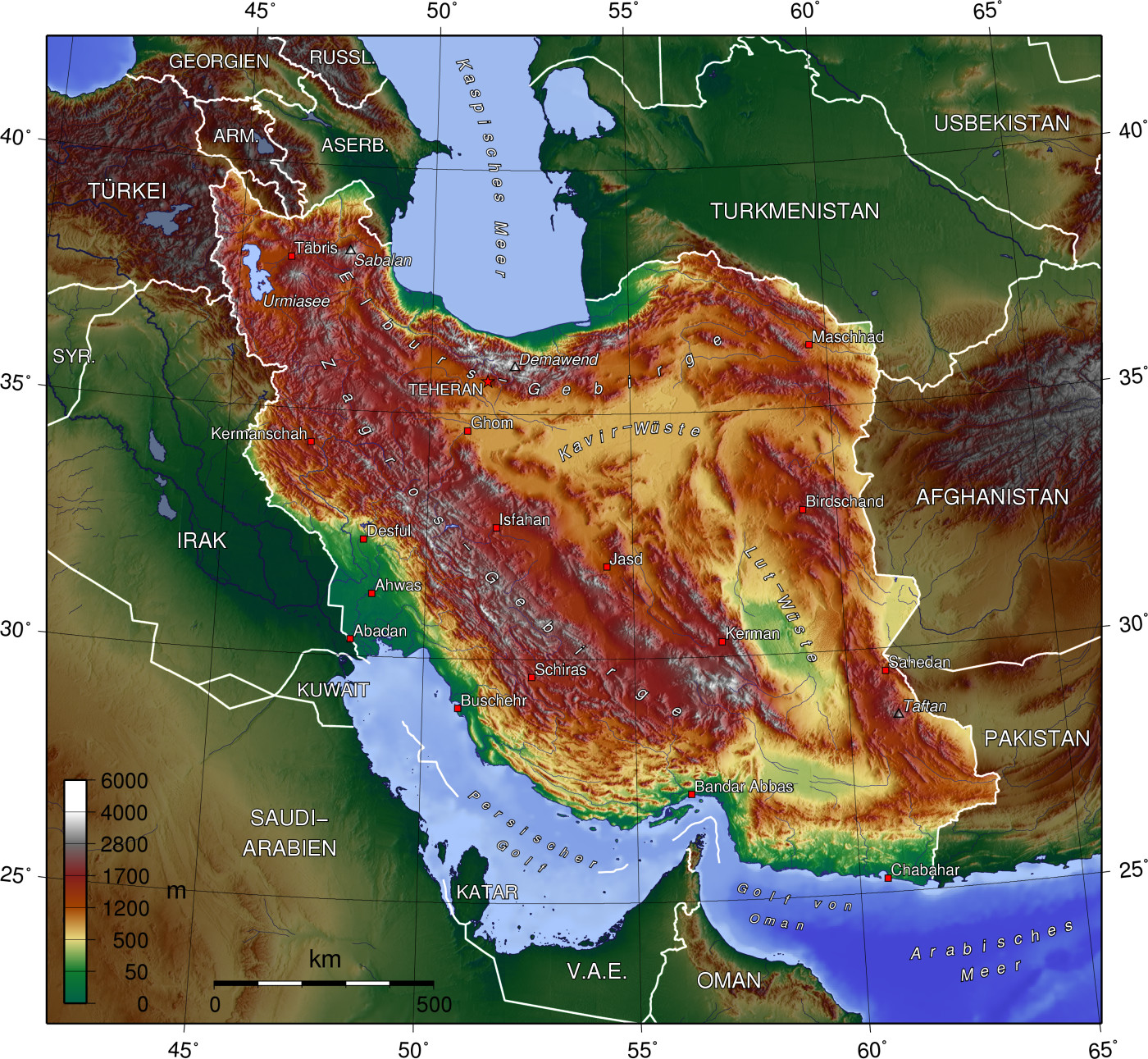
Topografie

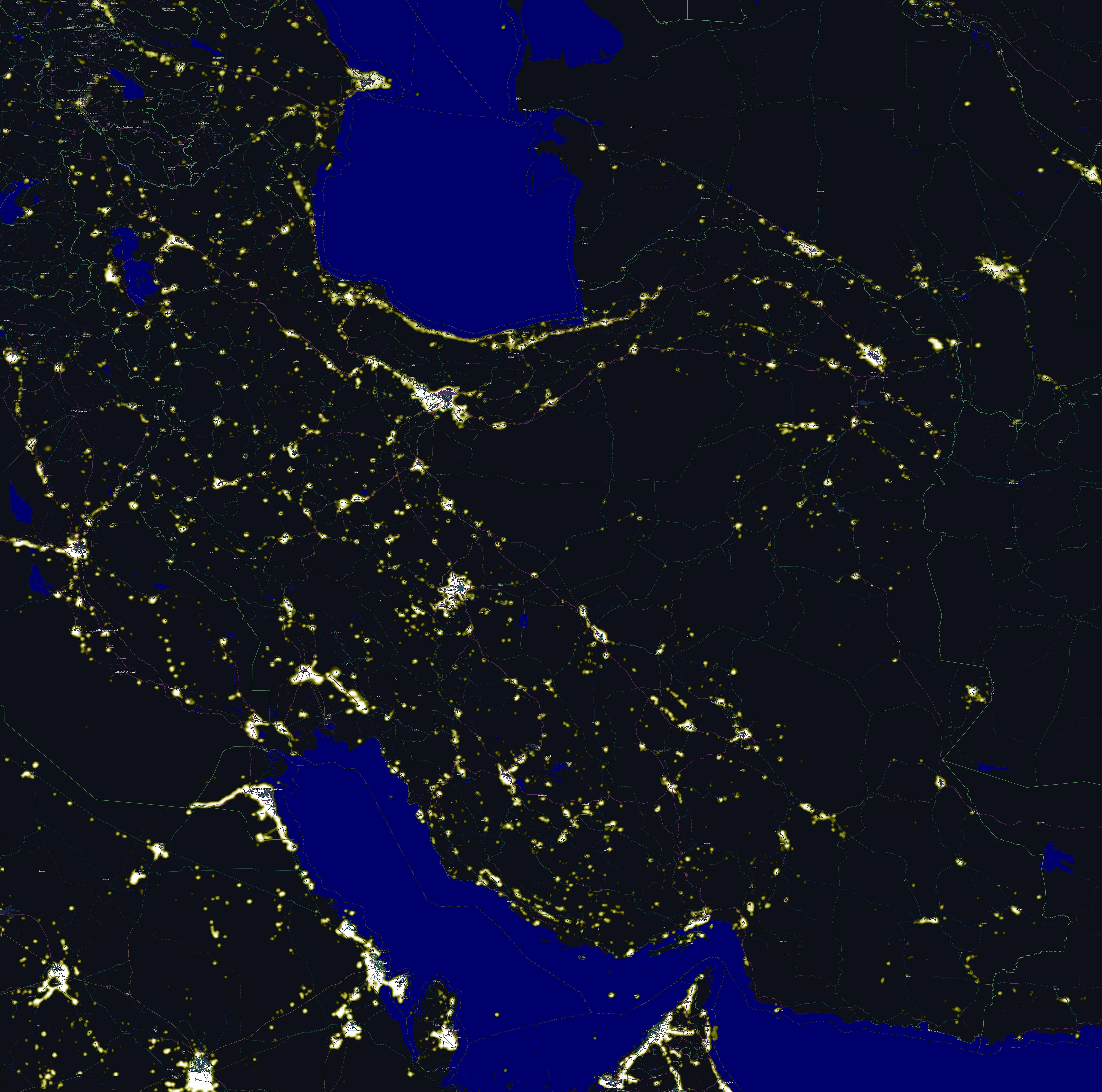
Topografie

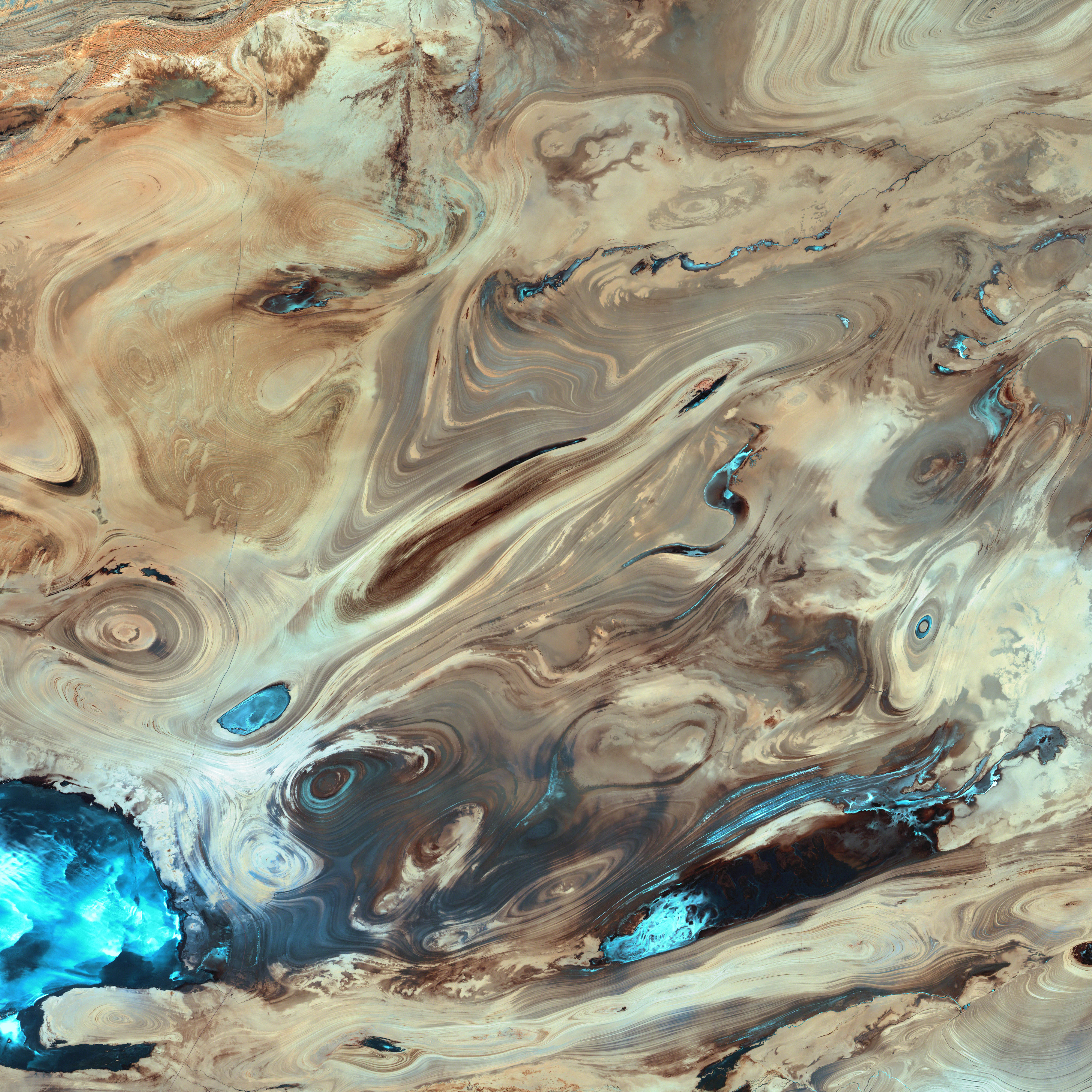
Dascht-e Kawir Wüste: Satelliten-Foto

Das Staatsgebiet von Iran (seit 1979 amtlich Islamische Republik Iran) erstreckt sich von 25° bis 40° nördlicher Breite sowie 44° bis 64° östliche Länge. Die Hauptstadt ist Teheran. Die Stadt liegt auf demselben Breitengrad wie Kreta oder Gibraltar. Mit einer Fläche von 1.648.195 km² ist Iran rund viereinhalb mal so groß wie Deutschland. Der Zeitunterschied Irans zur MEZ beträgt: MEZ + 2,5 Stunden.
Im Süden grenzt Iran an den Golf von Oman und den Persischen Golf. Die iranische Küste wartet nicht mit gegliederten Küstenstrukturen auf. Stattdessen sind etliche Inseln vorgelagert, denen teilweise erhebliche strategische Bedeutung zukommt. Die Freihandelszone Qeschm ist die größte dieser Inseln und bekannt für seine umfangreiche Trinkwasserherstellung. Historisch erlangte die Insel ebenfalls bereits erhebliche Bedeutung, weil viele Reiche des Landes von dort ihre Stellungen bezogen. So beispielsweise das alte Reich Elam aus dem Westen (den heutigen Provinzen Chuzestan und Lorestan), die Kalifendynastie der Umayyaden, die haschemitischen Abbasiden, letztlich die Briten und Portugiesen. Zu nennen sind auch die Insel Hormus, gelegen an einer der bis heute wichtigsten Meerengen der Welt, der Straße von Hormus, die Insel Larak, von der aus im Ersten Golfkrieg zwischen Iran und dem Irak die überlebensnotwendigen Öllieferungen ausgingen, oder die für den Tourismus das als Erholungsinsel bedeutsame Eiland Kisch oder letztlich Charg, ebenfalls im ersten Golfkrieg berühmt geworden, als nicht immer umweltgerechte Erdölverladestation.
Im Westen grenzt Iran an den Irak: Vom persischen Golf aus folgt der Grenzverlauf zunächst dem Grenzfluss Schatt al-Arab, einem Zusammenflussgebiet von Euphrat und Tigris. Der genaue Grenzverlauf ist hier bereits seit geraumer Zeit strittig. Westlich der heutigen Provinz Kermanschah verläuft die Grenze Richtung Norden, durchquert das mesopotamische Tiefland, folgt dem Fuß des Zagros-Gebirges und tritt bei Qasr-e Schirin in es ein. Die Grenze zieht sich fort durch schwer zugängliches kurdisches Bergland, folgt als Grenze zur Türkei und Westgrenze der Provinz West-Aserbaidschan teils der Wasserscheide zwischen den großen Steppenseen Van und Urmia, um nordöstlich des Berges Ararat um mehr als 90° Richtung Südosten abzuknicken und am Fluss Aras die Grenze zur aserbaidschanischen Exklave Nachitschewan zu erreichen.
An deren Südostende erreicht sie die Südgrenze der Nation zur Republik Armenien, um dann wieder Richtung Nordosten die Grenze zu Aserbeidschan zu bilden.
Bei der Stadt Parsabad im hohen Norden des Landes an der Grenze zu Aserbaidschan knickt die Grenzlinie nach Südosten ab und verläuft durch das Bergland von Talisch in das gilanische Astara am Ufer des Kaspischen Meeres. Die Stadt liegt 28 m unter dem Spiegel dieses Weltmeeres. Die Grenze folgt nun dem Südufer des Kaspischen Meeres, dann dem Fluss Atrak und der Nordabdachung des Kopet-Dag-Gebirges.
Östlich der zweitwichtigsten Pilgerstadt Irans, Maschhad, schwenkt die Grenze streng nach Süden und verläuft entlang des aus dem Hindukusch kommenden Flusses Harirud, der die Trinkwasserversorgung der Region von Maschhad sicherstellt, durch eine Beckenzone in der Provinz Chorasan, in der sich mehrere aus Afghanistan einströmende Flüsse verlieren.
40 km von der an der Grenze zu Pakistan liegenden Stadt Zahedan entfernt, liegt auf dem Gipfel des Kuh-e Malek Siyah das Dreiländereck Afghanistan-Pakistan-Iran, von dem aus die Grenze in einem nach Osten ausgreifenden Bogen durch das unwirtliche Bergland von Belutschistan nach Süden verläuft und schließlich 100 km östlich der Hafenstadt Tschahbahar den Golf von Oman erreicht.
Die 5440 km Landesgrenze entfallen der Länge nach geordnet auf den Irak, Turkmenistan, Afghanistan, Pakistan, Aserbaidschan, die Türkei und Armenien. 2440 km Küstengrenze entfallen auf den Persischen Golf bzw. den Indik und 740 km auf das Kaspische Meer.
Die Flächennutzung in Iran teilt sich wie folgt auf: Wald 10,9 %, Landwirtschaft 35,7 %, Wasser 0,7 % und Wüste 50,0 % (Stand: 1994).

## Naturräume

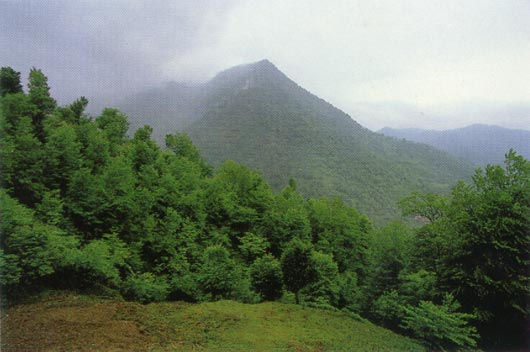
Landschaft in Mazandaran

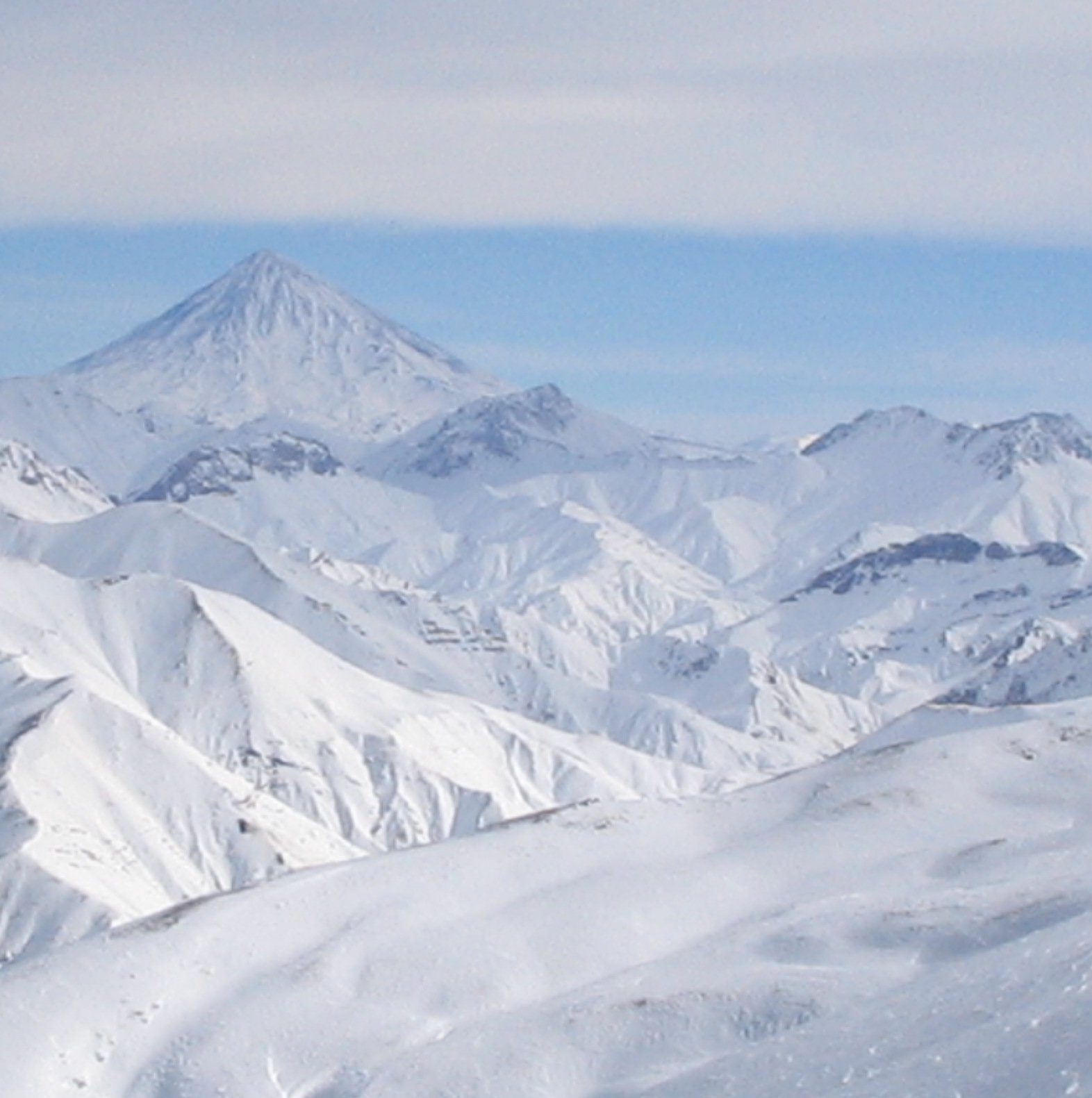
Schneebedeckter Damawand

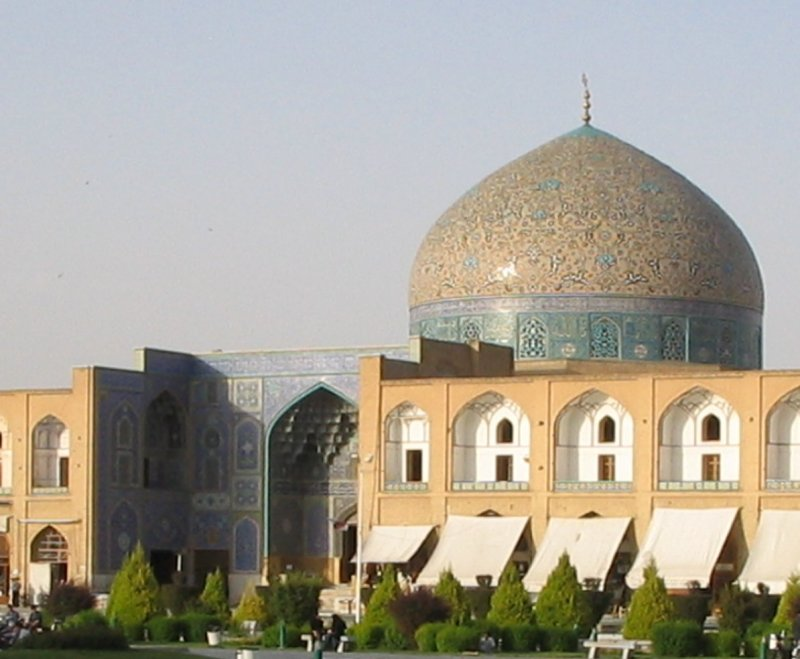
Isfahan

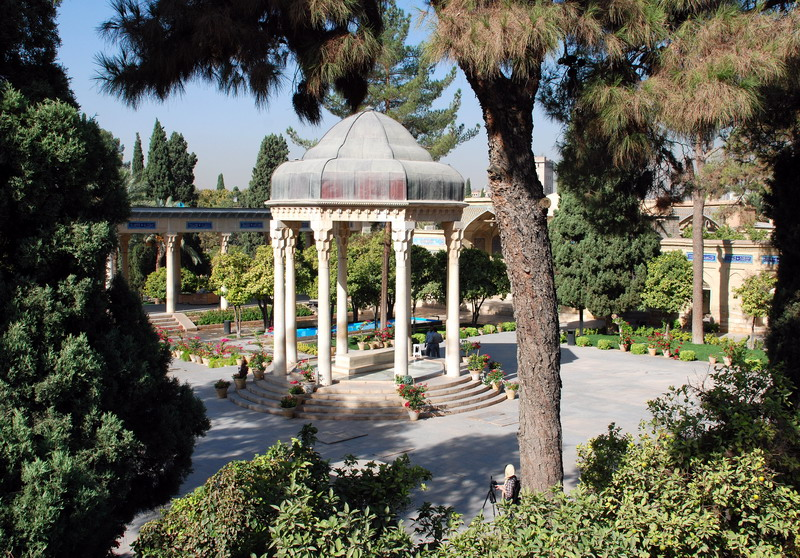
Schiras

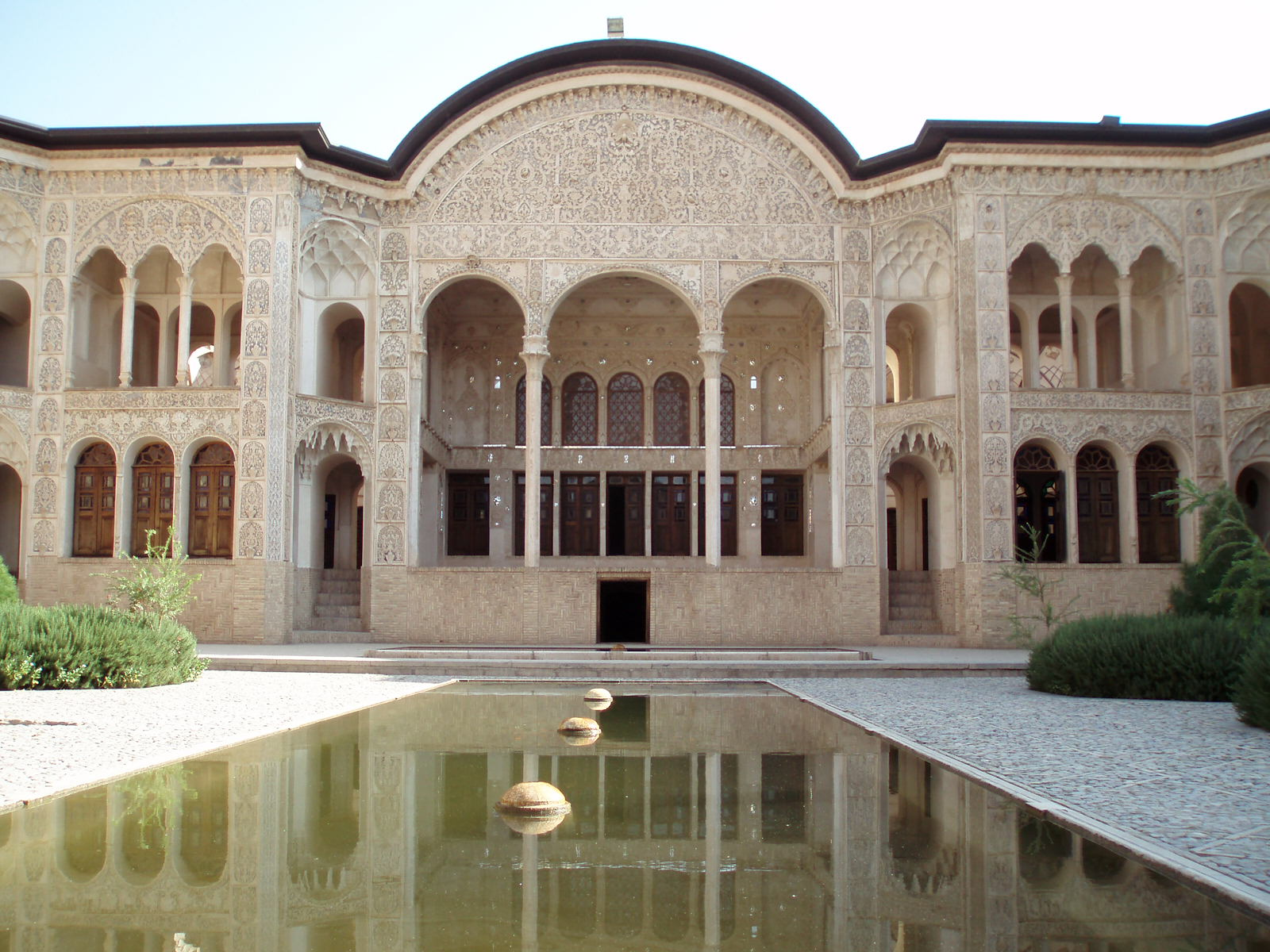
Kaschan

Aufgrund des gebirgigen Charakters und des ariden Klimas besitzt Iran nur sehr beschränkt landwirtschaftlich nutzbare Gebiete. Von der Gesamtfläche Irans sind 53,4 % Wüste und unfruchtbares Gebiet, 26,7 % Weideflächen, 10,9 % Wälder und nur die restlichen 9 % sind Ackergebiet.
- Eine Ausnahmestellung nimmt das Küstentiefland am Kaspischen Meer mit den Provinzen Gilan im Westen und Mazandaran im Osten ein. Im Gegensatz zu allen anderen Regionen sind hier Jahresniederschlagmengen von bis zu 2000 mm zu verzeichnen. Diese Region ist die feuchteste Irans und gerade deshalb gleichzeitig das wichtigste landwirtschaftliche Produktionsgebiet. Bekannt sind die Reisfelder von Rascht. Ebenso die Teeplantagen von Lahidschan.[10] Östlich davon in Mazandaran bestehen bedeutende Baumwollgebiete. Der Norden entlang des Kaspischen Meeres ist regnerisch und fruchtbar. An den Abhängen der Gebirge gibt es noch ausgedehnte Laub- und Mischwälder. Die Holzbestände der Provinzen Gilan und Mazandaran werden von den holzverarbeitenden Betrieben in Asalem und Nekā genutzt. Neben Reis, Tee und Baumwolle werden Tabak und Zitrusfrüchte kultiviert, und an der Küste wird Fisch gefangen, besonders Stör, der den weltberühmten Kaviar liefert.
- Nach Süden steigt das Tiefland abrupt zum Randgebirge des Alborz an, das sich im Westen im Talysch-Gebirge und im Osten im Bergland von Chorasan fortsetzt. Die Gipfel der zentralen Gebietsteile des Alborz erreichen mehrfach Höhen von über 4000 m, mit dem Vulkankegel des Damawand sogar 5671 m. Damawand und Alam-Kuh sind vergletscherte Berge. Die den Winden des Kaspischen Meeres ausgesetzten Nordhänge des Alborz-Gebirgszuges sind feucht und mit dichten Bergwäldern bedeckt. Die Südseite ist trocken und waldlos bemerkbar. Hier herrscht bereits der steppen- bzw. wüstenhafte Charakter des inneriranischen Hochlandes vor.
- Am Übergang vom Alborz zum zentralasiatischen Hochplateau erstrecken sich weite Fußflächen des Gebirges. Da nur dort genügend Wasser zur Verfügung steht, liegen alle größeren Städte des Hochlands an dessen Rand. Das Wasser wird dort zumeist über bis zu 250 km lange unterirdische Kanäle, die sogenannten Qanate[11] aus den Gebirgen zugeführt.
- Das inneriranische Hochland erstreckt sich über 1200 km von Nordwesten nach Südosten. Es ist durch verschiedene Gebirgszüge und Schwellen in mehrere Becken gegliedert, die bisweilen in zahlreiche kleinere Senken zerfallen. Die größten Becken liegen jenseits der heiligen Hauptstadt Ghom. Dabei handelt es sich um die Kawir und die Lut. Soweit inneriranische Gebirgszüge über 2500 m hoch aufragen, nimmt die Höhe der Becken nach Südosten hin ab. Die tiefsten Stellen der Becken von Ghom und der großen Kawir liegen um 800 m, die des Lutbeckens nur noch knapp über 200 m hoch. Iranische Wüsten sind fast nie Sandwüsten, sondern zumeist Kies- oder Salzwüsten. Die Salzwüsten können sich während der feuchten Jahreszeit in gefährliche Sümpfe verwandeln.
- Westlich und südlich des Hochlandes liegt das Randgebirge des Zagros. Das Gebirge geht von den Gebirgsknoten in Ostanatolien und Nordwest-Iran aus und zieht nach Südosten. Im Gegensatz zum Alborz-Gebirge besteht der Zagros aus zahlreichen hintereinander gestaffelten Gebirgsketten, die nach Osten auslaufen. Seine höchsten Gipfel ragen zunächst weit über 4000 m auf, sind jedoch nicht vergletschert. Die den feuchten Westwinden ausgesetzten Südwesthänge des Gebirges tragen Reste des ursprünglichen Eichenbuschwaldes. Zwischen den parallel verlaufenden Gebirgsketten liegen die Becken von Bachtaran, Hamadan, Isfahan und Schiras.
- Am Persischen Golf erstreckt sich das Küstentiefland. In seinem Zentrum bildet es zwar nur einen schmalen Streifen, in Chuzestan im Westen und an der Makranküste Belutschistans im Osten nimmt es jedoch deutlich breiteren Raum ein. Chusestan war seit jeher ein überaus wichtiges und fruchtbares Agrargebiet. Die Siedlungen dort, ebenso die Ölraffinerien wurden durch den ersten Golfkrieg allerdings weitgehend zerstört. Im mittleren und im zu Belutschistan gehörenden Küstenbereich leben, bedingt durch die hohe Luftfeuchtigkeit und die sehr hohen Temperaturen, relativ wenig Menschen.

## Physische Geografie

### Regionen / Hauptstädte
- Alborz-Ostan / Karadsch
- Ardebil-Ostan / Ardebil
- Buschehr-Ostan / Buschehr
- Chuzestan-Ostan / Ahvaz
- Fars-Ostan / Schiras
- Gilan-Ostan / Rascht
- Golestan-Ostan / Gorgan
- Hamadan-Ostan / Hamadan
- Hormozgan Ostan / Bandar Abbas
- Elam-Ostan / Ilam
- Isfahan-Ostan / Isfahan
- Kerman-Ostan / Kerman
- Kermanschah-Ostan / Kermanschah
- Ostan Kohgiluye und Boyer Ahmad / Yasudsch
- Kurdistan-Ostan / Sanandadsch
- Lorestan-Ostan / Chorramabad
- Markazi-Ostan / Arak
- Mazandaran-Ostan / Sari
- Ostan Nord-Chorasan / Bodschnurd
- Ostan Ost-Aserbaidschan / Täbris
- Qazvin-Ostan / Qazvin
- Ghom-Ostan / Ghom
- Ostan Chorasan-e Rasawi / Maschhad
- Semnan-Ostan / Semnan
- Ostan Sistan und Belutschistan / Zahedan
- Ostan Süd-Chorasan / Birdschand
- Teheran-Ostan / Teheran
- Ostan Tschaharmahal und Bachtiari / Schahr-e Kord
- Ostan West-Aserbaidschan / Urmia
- Yazd-Ostan / Yazd
- Zandschan-Ostan / Zandschan

### Städte
- Teheran
- Maschhad
- Isfahan
- Täbris
- Schiras
- Birdschand
- Yazd
- Kaschan
- Nischapur

### Höchste Berge

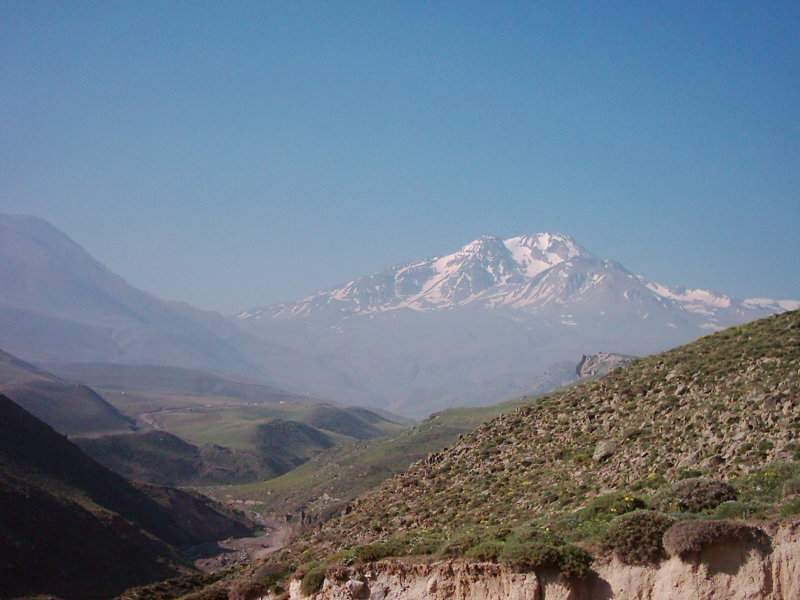
Sabalán 4811 m

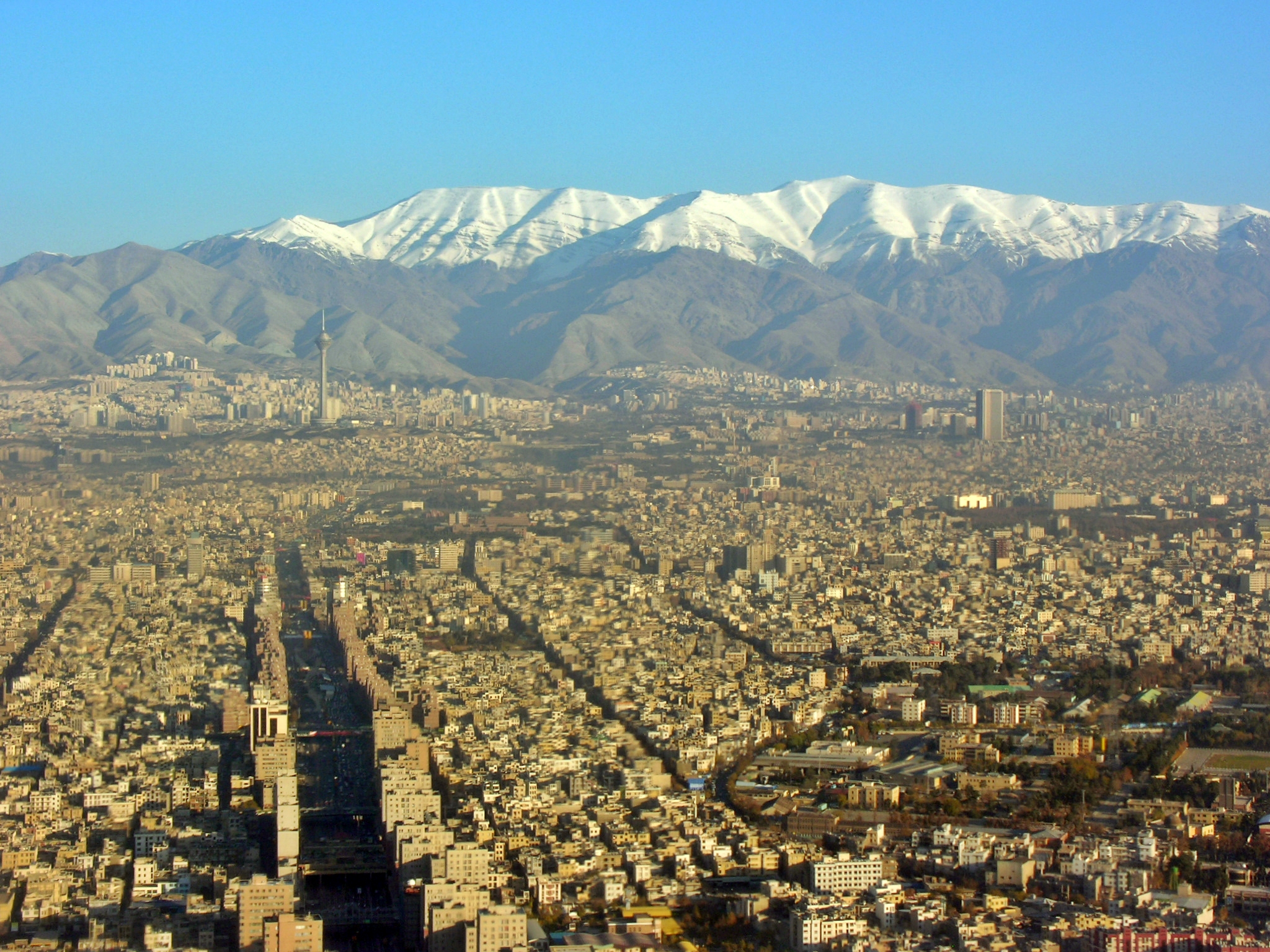
Blick von Süden über Teheran ins Elburs-Gebirge (Damavand-Region)

- Damāwand 5604 m
- Sabalán 4811 m
- Soleiman 4805 m
- Kûh-e-Zarde 4548 m

### Große Seen
- Urmiasee
- Namaksee
- Sistan
- Hamun-e Jaz Múríán
- Hamun-See
- Taschksee

### Bedeutendste Flüsse
- Karun
- Sefid

### Wüsten in Iran
- Dascht-e Kawir
- Dascht-e Lut
- Jaz Murian

### Grenzländer / Grenzlängen
- Afghanistan 936 km
- Armenien 35 km
- Aserbaidschan 432 km
- Aserbaidschan-Naxcivan Exklave 179 km
- Irak 1458 km
- Pakistan 909 km
- Türkei 499 km – Grenze zwischen Iran und der Türkei
- Turkmenistan 992 km

## Vulkanismus

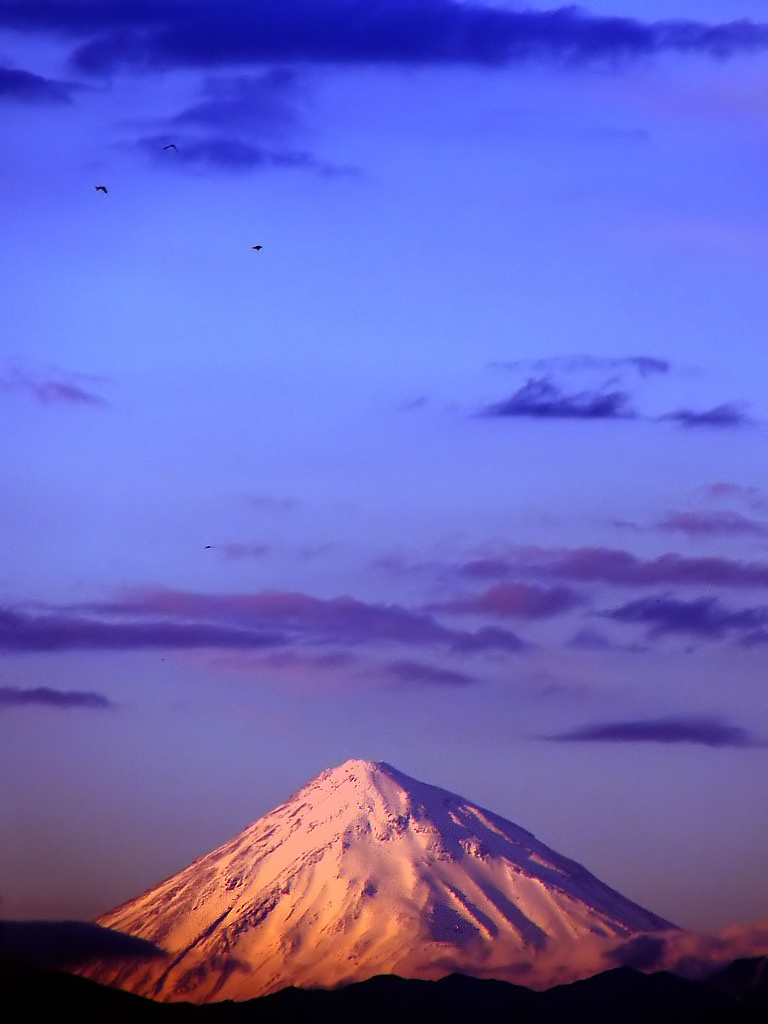
Der Vulkankegel des Damawand

Durch Gebirgsfaltungen kam es zur Ausbildung von Schwächezonen in der Erdkruste. Entlang derer können vulkanische Magmen aufsteigen. Vulkanische Aktivität trat vor allem im Grenzbereich von Faltengebirgen und dem starren zentral-iranischen Kern auf. Dort entstanden große Vulkankegel, die zu den landschaftlichen Wahrzeichen Irans gehören, zum Beispiel der Sabalan (4811 m) bei Ardabil, der Kuh-e Sahand (3710 m) bei Täbris, der Damawand (5671 m), der Kuh-e Taftan (4030 m) und weitere im Südosten des Landes.
Die Erdkruste ist heute noch in Bewegung. Viele Erdbeben im Land beweisen dies. Immer wieder treten sie auf und bis in die jüngste Vergangenheit forderten sie Tausende von Toten. Das letzte Großereignis dieser Art zerstörte die alte Kulturstadt Bam.

## Rohstoffe
Iran ist reich an mineralischen Rohstoffen. Insbesondere zählen dazu Kohle, Eisen, Kupfer, Chrom, Blei, Zink und Uran. Der Rohstoff schlechthin jedoch ist Erdöl. Den Bewohnern Chusestans waren Erdöl und Erdgas schon in der Antike bekannt. Nach dem Erdölboom in den USA Ende des 19. Jahrhunderts richtete sich das Interesse der Geologen auch auf andere Länder. 1901 wurden im Auftrag der Briten die ersten Erdölkonzessionen erteilt, 1908 dann das erste Ölfeld erschlossen.